# 과비아레주

과비아레 주

과비아레주(스페인어: Departamento del Guaviare)는 콜롬비아 남부에 위치한 주로 주도는 산호세델과비아레이며 면적은 53,460km2, 인구는 107,934명(2013년 기준), 인구 밀도는 2.0명/km2이다. 1991년 7월 4일에 신설되었으며 4개 지방 자치체를 관할한다. 북쪽으로는 메타 주와 비차다 주, 동쪽으로는 과이니아 주, 남쪽으로는 바우페스 주, 서쪽으로는 카케타 주와 접한다.

주기
주 문장